# Yang Rong-hwa
Yang Rong-hwa (nascido em 19 de setembro de 1942) é um ex-ciclista taiwanês que competiu no ciclismo nos Jogos Olímpicos de Verão de 1964.